# Lymantria atemeles
Lymantria atemeles är en fjärilsart som beskrevs av Collenette 1932. Lymantria atemeles ingår i släktet Lymantria och familjen tofsspinnare. Inga underarter finns listade i Catalogue of Life.